# Mick Jagger
Sir Michael Phillip "Mick" Jagger (Dartford, 1943. július 26. –) Golden Globe-díjas angol énekes, zenész, színész, dalszerző, producer és üzletember. A The Rolling Stones énekese.

## Életpályája
Jagger az angliai Dartford városban született a Livingstone kórházban. Apja, Basil Fanshawe ("Joe") Jagger (1913. április 6 – 2006. november 11.), és apai nagyapja, David Ernest Jagger, tanár volt; anyja, Eva Ensley Mary Scutts (1913. április 13. – 2000. május 18.), egy ausztrál bevándorló, a Konzervatív Párt tagja. Jagger volt az elsőszülött fiú, akit úgy neveltek, hogy apja nyomdokaiba lépjen. Jagger a Rolling Stonesról szóló, Az Igaz Történet (angol címe: According to the Rolling Stones) című könyvben így nyilatkozik: „Mindig is énekes voltam. Állandóan énekeltem gyerekként. Azon kölykök egyike voltam, akik egyszerűen szerettek énekelni. Némelyik srác kórusokban énekel; mások szeretnek a tükör előtt pózolni. A templomi kórus tagja voltam és hallgatni is szerettem az énekeseket a rádióban – a BBC-n vagy a Luxemburg Rádióban – vagy nézni őket a tv-ben vagy a filmeken”. Tanulmányait jól zárta a Dartford Grammar School középiskolában, majd a London School of Economics ösztöndíjas hallgatója volt, ám tanulmányait kevesebb mint egy év után befejezte, a zenei karrier érdekében.
Diákként Jagger a londoni "the Firehouse" klubot látogatta. 19 évesen énekesként lépett fel ugyanúgy, mint Keith Richards és a Rolling Stones többi tagja, Jagger nem tanulta a zenét, kottát sem tudott olvasni.
2002-ben lovagi címet kapott II. Erzsébet királynőtől, amelyet Károly walesi herceg adott át.

## Szólólemezek
- She's the Boss (1985. február 25.) UK #6 [11 wks]; US #13 [29 wks]
- Primitive Cool (1987. szeptember 14.) UK #26 [5 wks]; US #41 [20 wks]
- Wandering Spirit (1993. február 8.) UK #12 [4 wks]; US #11 [16 wks]
- Goddess in the Doorway (2001. november 19.) UK #44 [4 wks]; US #39 [8 wks]
- The Very Best of Mick Jagger (2007. október 1.) UK #57 [1 wk]; US #77 [2 wks]

### Filmzenék
- Ruthless People (1987) U.S. #2
- Bent (1997) ("Streets of Berlin"-t énekli, amit Philip Glass-szal közösen írt)
- Alfie (2004 Október 18) UK #36 [3 wks], US #171 [2 wks].

### Kislemezek
- "Memo from Turner" (November 1970) #32 UK
- "Don't Look Back" (September 1978) #43 UK; #81 US (with Peter Tosh)
- "State of Shock" (June 1984) #14 UK; #3 US (The Jacksons & Mick Jagger)
- "Just Another Night" (February 1985) #32 UK; #12 US [US Mainstream Rock #1]
- "Lucky in Love" (April 1985) #91 UK; #38 US [US Mainstream Rock #5]
- "Lonely at the Top" (April 1985) [US Mainstream Rock #9]
- "Hard Woman" (July 1985) #57 GER
- "Dancing in the Street" (with David Bowie) (August 1985) #1 UK; #7 US [US Mainstream Rock #3]
- "Ruthless People" (July 1986) #51 US [US Mainstream Rock #14]
- "Let's Work" (September 1987) #31 UK; #39 US [US Mainstream Rock #7]
- "Throwaway" (November 1987) #67 US [US Mainstream Rock #7]
- "Say You Will" (December 1987) [US Mainstream Rock #39]
- "Sweet Thing" (January 1993) #24 UK; #84 US [US Mainstream Rock #34]
- "Wired All Night" (March 1993) [US Mainstream Rock #3]
- "Don't Tear Me Up" (April 1993) #86 UK [US Mainstream Rock #1]
- "Out of Focus" (July 1993) #70 GER
- "God Gave Me Everything" (October 2001) [US Mainstream Rock #24]
- "Visions of Paradise" (March 2002) #43 UK
- "Old Habits Die Hard" (October 2004) (Mick Jagger & Dave Stewart) #45 UK

## Filmek
Jagger a következő filmekben tűnt föl:
- Sympathy for the Devil (1968)
- Performance (1968)
- The Rolling Stones Rock and Roll Circus (1968)
- Invocation to My Demon Brother (1969)
- The Stones in the Park (1969)
- Gimme Shelter (1970)
- Ned Kelly (1970)
- Umano non umano (1972)
- Wings of Ash (1978) – pilot for a dramatisation of the life of Antonin Artaud
- Running Out of Luck (1987)
- Freejack (1992)
- Bent (1997)
- Mein liebster Feind (aka My Best Fiend) (1999)
- Enigma (2001) – cameo only, plus co-producer
- The Man From Elysian Fields (2001)
- Mayor of the Sunset Strip (2003)
- Shine a Light (2008)
- A hazugság színe (2019).

## Fordítás
- Ez a szócikk részben vagy egészben  a   Mick_Jagger című angol Wikipédia-szócikk fordításán alapul.  Az eredeti cikk szerkesztőit annak laptörténete sorolja fel. Ez a jelzés csupán a megfogalmazás eredetét és a szerzői jogokat jelzi, nem szolgál a cikkben szereplő információk forrásmegjelöléseként.